# Mesothuria magellani
Mesothuria magellani is een zeekomkommer uit de familie Mesothuriidae.
De wetenschappelijke naam van de soort werd in 1883 gepubliceerd door Hubert Ludwig.